# Le Prix de l'amour
Pour plus de détails, voir Fiche technique et Distribution.
Le Prix de l'amour (Η Τιμή της Αγάπης (I Timi tis agapis)) est un film grec réalisé par Tonia Marketaki et sorti en 1984.

## Synopsis
Sur Corfou au début du XXe siècle, Rini, la fille aînée (Anny Loulou) d'une alcoolique, Epistimi (Toula Stathopoulou) travaillant dans une usine est amoureuse d'Andreas un fils de bonne famille désargentée (Stratis Tsopanellis) qui survit grâce à la contrebande. Les deux amants s'enfuient. Cependant, Andreas revient vers la mère de Rini pour exiger une dot qui lui servira à lever l'hypothèque sur sa maison familiale. L'apprenant, Rini refuse de l'épouser car elle considère qu'en exigeant une dot il ne pense qu'à son propre intérêt. Enceinte, elle décide d'aller travailler à l'usine pour subvenir à ses besoins et à ceux de son enfant sans dépendre d'un homme.

## Fiche technique
- Titre : Le Prix de l'amour
- Titre original : Η Τιμή της Αγάπης (I Timi tis agapis)
- Réalisation : Tónia Marketáki
- Scénario : Tónia Marketáki d'après le roman L'Honneur et l'argent de Konstantinos Theotokis
- Direction artistique : Giorgos Patsas
- Décors : Giorgos Patsas
- Costumes : Giorgos Patsas
- Photographie : Stavros Hassapis
- Son : George Biris et Manolis Logiadis
- Montage : George Korras
- Musique : Eléni Karaïndrou
- Production :  Centre du cinéma grec, ERT, Andromeda
- Pays d'origine :  Grèce
- Lieu de tournage : Korfu
- Langue : grec
- Format :  Couleurs 35 mm
- Genre : Drame social
- Durée : 115 minutes
- Dates de sortie : 1984

## Distribution
- Toula Stathopoulou
- Anny Loulou
- Stratis Tsopanellis

## Récompenses
- Festival du cinéma grec 1984 (Thessalonique) : meilleur film, meilleur scénario, meilleure actrice, meilleure photographie, meilleurs costumes, meilleur maquillage, meilleure musique
- Festival du film méditerranéen de Bastia (1984) : Grand prix
- Festival de Calcutta (1995) : Projection d'honneur